# Le Soleil et l'Étoile
Le Soleil et l'Étoile (de son titre complet : Du monde de Percy Jackson : Le Soleil et l'étoile : Une aventure de Nico di Angelo ) est un roman de fiction fantastique basé sur la mythologie grecque et romaine. Paru en 2023, il a été co-écrit par les auteurs Rick Riordan et Mark Oshiro. Chronologiquement, il s'agit d'une suite autonome du roman de 2020 La Dernière Épreuve dans la série Les Travaux d'Apollon. L'histoire suit les demi-dieux Nico di Angelo et Will Solace, qui sont respectivement les fils d'Hadès et d'Apollon, dans leur quête au cœur du Tartare pour sauver leur ami Bob, qui est en réalité le titan Japet.
Le Soleil et l'Étoile a été publié par Disney-Hyperion aux États-Unis et par Albin Michel en France. Il est sorti le 2 mai 2023 en version originale et le 15 novembre 2023 en France. Il est immédiatement devenu le livre le plus vendu selon la liste des meilleures ventes du New York Times pour les livres à couverture rigide pour enfants de niveau intermédiaire,, et a continué à rester le livre le plus vendu de la liste pendant une période de six semaines,. Il est ensuite redevenu le livre le plus vendu pendant une autre période de huit semaines,,,, et a continué de rester dans le top 10 après 48 semaines, restant le deuxième livre le plus vendu de toute la liste,.

## Intrigue
Deux mois après la défaite de Néron et Python, Nico di Angelo est assailli par des cauchemars. Ceux-ci sont récurrents et témoignent d'un appel à l'aide. Finalement, un matin après avoir vécu une série de cauchemars flash-back, Nico reçoit une prophétie de Rachel Elizabeth Dare en présence de Monsieur D, de Chiron  et de Will Solace. Chiron est ébranlé, Dionysos est ravi, mais Nico et Will leur avouent avoir déjà reçu cette prophétie. Rachel annonce que c'est la douzième fois qu'elle la prononce.
"Va et trouve celui qui crie ton nom de l'abîme
Où, ne voulant rester, il souffre et désespère.
Là-bas, laisse un bien qui t'est tout aussi cher
Si tu veux revenir auprès de tes intimes."

Prophétie de Rachel
Nico est formel, cette prophétie est liée à ses cauchemars, et est le résultat d'un appel à l'aide de Bob, retenu prisonnier au Tartare. Il décide donc, malgré les réticences de Chiron, de se mettre en route accompagné de Will.
Avant de partir, ils se rendent chez Sally Jackson et Paul Bloffis, pour contacter par message Iris Percy et Annabeth, inscrits à l'université de la Nouvelle Rome, afin de prendre conseil.
Ils finissent enfin par pénétrer dans le royaume souterrain par la porte d'Orphée, que Nico et Percy avaient précédemment utilisée. Mais les deux demi-dieux sont alors attaqués par le démon des cauchemars, Épiales, qui les emprisonne justement dans des cauchemars, révélant à Nico que sa mère lui en veut. Finalement, Will réussit à la tuer en lui projetant un rayon de lumière.
Enfin, ils arrivent chez les troglodytes, que Nico a installé aux abords du Styx, à l'insu de son père. Nico raconte alors ce qu'il lui est arrivé lors de sa première descente au Tartare, où il a rencontré Nyx, qui voulait le convertir aux ténèbres, avant d'être récupéré par les jumeaux Otos et Ephialtès. Ceux-ci acceptent de les conduire au Tartare à travers un raccourci, mais ils tombent nez-à-nez avec Ménoétès, le bouvier d'Hadès. Celui-ci accepte de ne pas les dénoncer si Nico lui rapporte des fruits de jardin de Perséphone, qui est le plus beau jardin du monde, mais dont il est impossible d'y dérober quelque chose sans que la déesse s'en aperçoive. Grâce à des ânes de fumé, ils arrivent à pénétrer le jardin et à y voler trois grenades, que seul Will est capable de toucher. Mais Perséphone les surprend, figeant Nico pour ne parler qu'à Will. Elle lui offre des conseils pour comprendre Nico et lui conseille d'embrasser ses ténèbres intérieures. Elle les laisse ensuite repartir, sans que Nico ne s'aperçoive de rien.
Satisfait de leur succès, Menoetes révèle que Bob, alors qu'il se remettait de sa mort en aidant Percy et Annabeth, a été capturé par la déesse primordiale de la nuit, Nyx, qui cherche à forcer Bob à redevenir Japet malgré le rejet continu de Bob de son passé. Les trogs conduisent alors les demi-dieux jusqu'à la rivière Achéron où la nymphe Gorgyra accepte de les aider en échange de ce que Nico et Will partagent leur histoire avec elle. Will, qui est de plus en plus mal en point à mesure qu'il séjourne aux Enfers, retrouve un peu de ses couleurs.
À l'aide du canoë de Gorgyra, Nico et Will descendent dans le Tartare, et survivent au crash grâce à Nico qui invoque une rampe d'atterrissage en os. Mais voulant se rendre utile, Will laisse Nico dormir sous la barque et s'éloigne pour repérer les lieux. Il est alors attaqué et enlevé par les oiseaux du lac Stymphale. À ce moment Nico rencontre Amphithémis, un centaure de Lamos, qui s'avère être en fait une mania obnubilé par la mission que Zeus lui a confié : protéger le bébé Dionysos. À ce moment Will parvient à se libérer des oiseaux, mais se fait attaquer par des cynocéphales. Heureusement, Ti-Bob, un tigre-squelette ami de Bob, surgit, et les taille en pièces. Will lance ensuite Amphithémis, qui était fou de rage contre Nico car il pensait que celui-ci lui mentait, contre les cynocéphales en lui faisant croire qu'ils ont enlevé l'enfant.
Finalement, Nico et Will parviennent à rejoindre la cabane de Damasen, qui n'est malheureusement pas là. Ils s'y reposent, puis partent pour la Maison de la Nuit. Ils réussissent à y libérer Bob qui était enfermé dans une bulle de régénération permanente en utilisant l'épée en fer stygien de Nico et le sifflement de Will.
Mais surgit alors Nyx accompagnée de Némésis, d'Hypnos, d'Épiales reformé et d'une armée de monstres pour empêcher leur fuite. Thorn, le manticore, tente de se venger de Nico avant d'être tué par Nyx.
Nyx révèle alors à Nico qu'elle a créé des cacodémons à partir des manifestations de ses ténèbres et le presse de les accepter et de rester dans le Tartare, où la déesse croit qu'il appartient. Mais avec les encouragements de Will et Bob, Nico lutte contre les manipulations de Nyx, acceptant qu'il est désormais plus que ses ténèbres, tandis que Will accepte ses propres ténèbres pour exploiter les pouvoirs de rhume des foins d'Apollon pour combattre Nyx. Prenant le contrôle des cacodémons, Nico décide de les libérer, abandonnant symboliquement ses démons et accomplissant la partie de la prophétie selon laquelle il devrait laisser derrière lui quelque chose de valeur égale. Il en profite pour les nommer ses chocaplics. Némésis, Hypnos et Épiales se retournent alors contre Nyx, Hypnos mettant même le feu à la maison de Nyx, composée de milliers d'insectes vivants, sans qu'elle ne s'aperçoive qu'il en était responsable. Grâce à cette aide, le trio parvient à rejoindre l'Achéron que Nyx ne peut pas traverser, car elle n'accepte pas ses souffrances. À la grande surprise de Nico, les cacodémons, décident alors de les rejoindre de leur plein gré.
Alors que Bob remonte l'Achéron vers les Enfers, Nico reçoit la visite en rêve d'Hadès et des esprits de sa mère Maria et de sa sœur Bianca, visites qui lui était pourtant interdites. Hadès révèle que c'est lui qui a envoyé la prophétie à Nico pour qu'il sauve Bob, car les cris de ce dernier étaient trop déchirants. Maria et Bianca expriment leur amour et leur fierté envers Nico, tout comme Hadès qui admet que les actions de Percy l'ont amené à repenser son comportement envers son fils. Surtout lorsqu'il s'est aperçu que Nico risquait de perdre quelqu'un d'autre auquel il tenait. Il avoue qu'il espère que Nico est le fils dont il a toujours rêvé qu'il trouvera le bonheur. Finalement, Hadès, Maria et Bianca exhortent Nico à profiter de son avenir avec Will et à être heureux.
De retour au Camp des Sang-Mêlé, ils sont accueillis par un Chiron ébahi, qui leur révèle que leur quête a duré une semaine. Bob décline une invitation à rester, décidant plutôt de se diriger vers l'ouest avec Ti-Bob pour déterminer son avenir, impatient d'avoir enfin la liberté de le faire. Il est plus qu'heureux de revoir le soleil et les étoiles, qu'il pensait ne jamais revoir. Nico décide d'adopter les cacodémons et contacte Piper pour discuter de leur chagrin commun à la suite de la mort de Jason Grace. Avec une vision plus optimiste de la vie, Nico envisage avec impatience ce que l’avenir lui réserve.

## Contexte
Le Soleil et l'Étoile est annoncé le 6 octobre 2021. Le livre est co-écrit par Rick Riordan et Mark Oshiro, qui ont créé ensemble le synopsis et le manuscrit et ont reçu un crédit égal pour le livre. Mark Oshiro est également un fan de longue date et un lecteur assidu de la saga de la colonie des Sangs-Mêlés,.
Le 28 septembre 2022, la couverture a été annoncée en même temps que la date de sortie finale du projet. La couverture a été réalisée par Khadijah Khatib. Rick Riordan a également annoncé qu'il ferait une tournée nord-américaine limitée avec le co-auteur Mark Oshiro.